# Nicholas White (Radsportler)
Nicholas White (* 8. Januar 1974 in Johannesburg) ist ein ehemaliger südafrikanischer Radrennfahrer.
Nicholas White gewann 1999 eine Etappe bei der Rapport Tour. Im Jahr darauf gewann er eine Etappe beim Giro del Capo und entschied auch die Gesamtwertung für sich. Später war er auch noch auf einem Teilstück der Tour of South China Sea erfolgreich. In den Jahren 2001 bis 2004 fuhr er für das Team HSBC. In dieser Zeit gewann er Etappen beim Giro del Capo, beim FBD Milk Rás, bei der Serbien-Rundfahrt, bei Ruban Granitier Breton und bei der Tour of South China Sea, wo er auch die Gesamtwertung für sich entschied. Außerdem gewann er das französische Eintagesrennen Prix de la Mi-Août. Im Jahr 2007 gewann er eine Etappe und die Gesamtwertung bei der Marokko-Rundfahrt.
Ebenfalls 2007 wurde White zweifacher Afrikameister, im Einzelzeitfahren sowie im Straßenrennen. Mehrfach stand er bei südafrikanischen Meisterschaften auf dem Podium, konnte aber nie den Titel gewiennen. 2008 gewann er die UCI Africa Tour 2008, anschließend beendete er seine Radsportlaufbahn.

## Erfolge
1999
- eine Etappe Rapport Tour

2000
- Gesamtwertung und eine Etappe Giro del Capo
- eine Etappe Tour of South China Sea

2001
- eine Etappe Giro del Capo
- eine Etappe FBD Milk Rás

2002
- eine Etappe Serbien-Rundfahrt
- Gesamtwertung eine Etappe Tour of South China Sea

2004
- Prix de la Mi-Août
- eine Etappe Ruban Granitier Breton

2007
- Gesamtwertung und eine Etappe Tour du Maroc
- Afrikameister – Einzelzeitfahren
- Afrikameister – Straßenrennen

2008
- eine Etappe Tour du Maroc
- Gesamtwertung UCI Africa Tour

## Teams
- 2001–2005 Team HSBC
- 2007 MTN-Microsoft
- 2008 Team MTN
- 2009–2010 Team Medscheme